# Étienne Casimir Oulif
Eugène Casimir Volmerange-Oulif (Metz, 4 mars 1804 - Metz, 10 mars 1861) est un photographe et un inventeur français du XIXe siècle.

## Biographie
Fils naturel d’un marchand d’étoffes et de Catherine Volmerange, Eugène Casimir naît à Metz en Lorraine, le 4 mars 1804. Il reprend tout d’abord l’activité de son père, avant de s’intéresser à un art balbutiant, la photographie. Installé 9 rue des Jardins, il réalise ses premiers daguerréotypes à partir 1839. Dans les années 1840, Eugène Casimir Volmerange-Oulif réalise de nombreux portraits de ses contemporains. En 1850, il réalise ses premiers portait en couleur, signant ses œuvres "Casimir Volmerange-Oulif".
Eugène Casimir Oulif décéda à Metz, en mars 1861. Son fils, Ernest Oulif, reprendra plus tard sa succession.

## Œuvres
Parmi ses innovations, on lui doit un appareil permettant de renverser la plaque du daguerréotype et un autre permettant de réaliser des portraits par galvanoplastie. Il a laissé de nombreuses vues de Metz.

## Collections
La bibliothèque municipale de Metz conserve plusieurs daguerréotypes de Casimir Oulif. 

## Sources
- Le premier photographe messin : Étienne Casimir Oulif par Pierre Brasme.